# Merir
Merir (lub Melieli) – wyspa położona na zachodnim Oceanie Spokojnym, należąca do państwa Palau, stan Sonsorol.
Powierzchnia wyspy wynosi 0,90 km². Długość wyspy z północy na południe to około 2200 metrów, szerokość – około 600 metrów. Według spisu z 2000 roku, wyspę zamieszkiwało około 5 osób. Jedyną miejscowością na wyspie jest Melieli, w której znajduje się radiostacja.

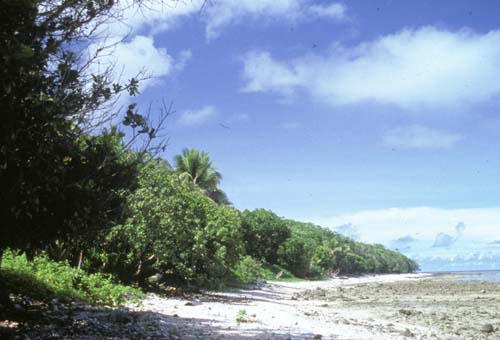
Plaża na zachodnim wybrzeżu wyspy

Wyspa jest wyspą koralową, pokrytą drzewami. Wyspa otoczona jest plażą, od otwartego oceanu Merir chroniona jest przez rafę koralową. Głębokość wody przy rafie od strony wyspy wynosi około 12-13 metrów, od strony oceanu – około 1300 metrów.
Razem z wyspami Sonsorol i Fanna, oddalonymi o ok. 110 kilometrów w kierunku północno-zachodnim oraz z wyspą Pulo Anna, oddaloną o ok. 50 kilometrów w kierunku północno-zachodnim, tworzą stan Palau – Sonsorol.